# Fronteira Mauritânia–Saara Ocidental
A fronteira entre a Mauritânia e o Saara Ocidental é a linha que limita os territórios da Mauritânia e do Saara Ocidental (um território cuja anexação por Marrocos tem reconhecimento internacional muito limitado).

## História
O seu traçado data do início do século XX, quando a Mauritânia era uma colónia francesa e o Saara Ocidental uma colónia espanhola. Em 27 de junho de 1900, a França e a Espanha assinaram o Tratado de Paris que definia a fronteira entre Río de Oro (espanhol) e a Mauritânia (francesa). Em 4 de outubro de 1904, a convenção de Paris fixou as fronteiras de Saguia el-Hamra e de Cabo Juby.
Depois da partida dos espanhóis em 1975-1976 na sequência dos acordos de Madrid, Marrocos e Mauritânia dividiram o território do Saara Ocidental, mas um movimento independentista saarauí, a Frente Polisário (FP), armada principalmente pela Argélia e pela Líbia, opôs-se à anexação. Em Julho de 1979, após um golpe de Estado, o Comité Militar de Salvação Nacional (CMSN) mauritano assinou um tratado de paz com a Frente Polisário, pelo qual renunciou a qualquer reivindicação sobre a parte do território obtida aquando dos acordos de Madrid, e reconheceu a FP como único representante do povo saarauí, reconhecendo também a República Árabe Saaraui Democrática (RASD). Marrocos anexou formalmente a parte sul do Saara Ocidental em agosto 1991.
Na década de 1980, Marrocos construiu em várias etapas um muro de separação no deserto a fim de impedir as incursões da FP. Com a assinatura do cessar-fogo em 1991, o muro marroquino tornou-se na linha de separação entre os territórios controlados por Marrocos e pela Frente Polisário.
Na prática, a fronteira de hoje é controlada por Marrocos a sul (Guerguerat, Bir Gandus e Tichla}) e pela FP a leste. É possível atravessar a zona em algumas raras passagens desminadas, seguindo obrigatoriamente as pistas. A via mais segura é a que liga Nouadhibou na Mauritânia a Guerguerat (sub controlo marroquino).
O posto de fronteira de Guerguerat, no sul, é o único lugar de passagem de terra pelo qual marroquinos podem passar sem visto num outro país. A faixa fronteiriça entre Guerguerat e a Mauritânia não é uma terra de ninguém (como o pretende Marrocos) mas uma zona-tampão desmilitarizada que faz parte do território da RASD.